# Карибска криза
Карибската криза е най-острата международна криза по време на Студената война, възникнала в отношенията между СССР и САЩ, като това започва първо с поставянето на ядрени ракети от страна на САЩ през 1959г., разположени край Измир и Турция, защото ако изстрелят ракети от това местоположение към СССР ще има големи поражения, защото от там СССР е най-уязвима. СССР при узнаването за това, разполага ядрени ракети на територията на Куба през 1962г., като от там САЩ също е най-уязвима и са на крачка от ядрена война.
Кубинската криза се смята за момента, когато Студената война е най-близо до прерастването ѝ в ядрена война. Руснаците я наричат „Карибска криза“, американците – „Кубинска ракетна криза“, а кубинците – „Октомврийска криза“.

## История

### Американско ядрено преимущество
Различни изчисления показват, че САЩ има решително превъзходство над Съветския съюз през периода, водещ до Кубинската криза. Към края на 1962 г. Америка има огромно превъзходство по отношение на ядрените оръжия с повече от 300 шахтно базирани междуконтинентални балистични ракети и флот от ядрени подводници, въоръжени с ракети Поларис. От своя страна СССР разполага със само 4 до 6 шахтни установки, по изчисления на Белия дом през 1962 г. Разработването на съветските Р-16 междуконтинентални балистични ракети значително се забавя след октомври 1960 г., когато по време на Катастрофата в Байконур загива целият технически екип и проектът изостава с година.
През 1961 г. Щатите започват разполагането на 15 ракети „Юпитер“ със среден радиус на действие край Измир, Турция, които директно заплашват градовете в западните части на СССР. Президентът Кенеди смята, че тези ракети имат спорна стратегическа стойност; една ядрена подводница е способна да осигури същото, едновременно с незабележимост и по-голяма огнева мощ.
Съветският лидер Хрушчов публично изразява своя гняв заради разполагането в Турция и приема тези ракети като персонална обида. Разгръщането на ракети в Куба (за първи път съветски ракети са разположени извън СССР) е най-вече смятано за директен отговор на Хрушчов за турските ракети.
Съветските ракети със среден радиус на действие на кубинска почва, със своя радиус на действие от 2000 km, могат да заплашат Вашингтон и половината от американските бази с базирани атомни бомбардировачи. Времето на полета на тези ракети е около 20 мин. Освен това американските радарни системи, ориентирани към СССР, не биха могли да засекат изстрелване от Куба.

#### Разполагане на ракетите
Хрушчов изработва план за разполагане през май 1962 г. и към края на юли над 60 съветски кораба са на път за Куба, а някои вече пренасят военни товари. Джон Мъкон, директор на ЦРУ, предупреждава президента Кенеди, че някои от корабите може да пренасят ракети. Въпреки това Джон и Робърт Кенеди, Дийн Ръск и Робърт Макнамара заключват, че Съветите няма да опитат такова нещо. Администрацията на Кенеди е получила неколкократно твърдения от руски дипломати, че няма ракети или планове за разполагане и че не е в интерес на СССР да даде начало на междуконтинентална драма, която може да засегне американските избори през ноември.

##### Полети на U-2
През късния август, самолет U-2 фотографира серия установки за ракети земя-въздух, но на 4 септември 1962 г. това е опровергано от президента Кенеди пред Конгреса на САЩ. През нощта на 8 септември първата пратка от ракети SS-4 е разтоварена в Хавана, а втората партида пристига чак на 16 септември. Съветите строят 9 площадки – шест за SS-4 и три за SS-5 с радиус на действие 4000 km. Планираният арсенал е 40 стартови площадки. които ще увеличат капацитета на СССР за първи удар със 70%. Това веднага е забелязано от кубинците и около 1000 съобщения достигат Маями. Те са сметнати за фалшиви от Американското разузнаване.
Серия от несвързани проблеми отлага разкритието за 14 октомври, когато самолет U-2 открива строителната площадка за ракета SS-4 край Сан Кристобал. Снимките са показани на Кенеди на 16 октомври. До 19 октомври полетите на самолетите U-2 показват, че четирите площадки са в бойна готовност. Първоначално американският парламент запазва секретността на информацията, информирайки само 14-те лица от изпълнителния комитет. Великобритания не е информирана до вечерта на 21 октомври. На 22 октомври в телевизионна реч, Кенеди известява за откритието на инсталациите и огласява, че всяка ракетна атака от Куба ще се счита за атака на СССР и ще ѝ бъде отговорено по съответен начин. Също така е организирана морска блокада на Куба, за да се предотвратят следващи доставки на оръжие.
- Шпионски самолет Локхийд U-2
- 14 октомври, първи снимки на ракетите
- 27 октомври, снимка, направена по време на полет на малка височина.
- 1 ноември, демонтаж на ракетите
- 1 ноември, Сан Кристобал
- 1 ноември, зареждане на ракети

#### Отговор на Щатите
Разполагайки с доказателства за разполагането на ракетни бази в Куба, Кенеди свиква специална група от старши съветници на секретна среща в Белия дом. Тази група по-късно става известна като изпълнителен комитет на съвета за национална сигурност. От сутринта на 16 октомври групата се среща често, за да разработи отговор на заплахата. Незабавното бомбардиране е отхвърлено в началото. Остава само възможността за дипломация, стеснявайки избора до морска блокада и ултимитализъм или пълномащабна инвазия. Избрана е блокада и е планирана инвазия, за която се мобилизират войници във Флорида. Но американското разузнаване греши в броя на съветските и кубински войници в Куба, вярвайки, че те са 10 000 и 100 000, а всъщност те са съответно 43 000 и 270 000. Също те не са наясно с факта, че 12 ядрени бойни глави са вече доставени и монтирани на артилерийски установки Фрог 3 Луна и могат да бъдат изстреляни при заповед на съветския командир на острова – генерал Плиев, в случай на нападение. Въпреки че не са пряка заплаха за континентална Америка, нападението вероятно ще е предшествано от ядрен удар по настъпващите сили с катастрофален резултат.
Това са няколко от проблемите относно морската блокада. Според Фидел Кастро няма нищо нелегално в ракетните инсталации; те със сигурност са заплаха за САЩ, но подобни ракети, насочени към СССР са разположени в Европа (60 междуконтинентални балистични ракети Тор в четири ешелона близо до Нотингам във Великобритания; 30 ракети Юпитер в Италия и един ешелон в Турция). Има известни притеснения за съветската реакция към блокадата, която може да се превърне в ескалиращ ответен удар.
Кенеди прави телевизионно обръщение към американския народ и към съветското правителство на 22 октомври. Той потвърждава присъствието на ракети в Куба и обявява морска блокада като карантинна зона от 926 km около кубинския бряг. Той предупреждава, че военните са подготвени за всяка възможност и осъжда СССР за секретност и лъжа. САЩ са изненадани от голямата подкрепа на своите европейски съюзници, по-специално от подкрепата на президента на Франция Шарл дьо Гол. Въпреки всичко, английският министър-председател Харолд Макмилан, както и по-голяма част от международната общност, не разбират защо не се търси дипломатическо решение.
На извънредно заседание на Съвета за сигурност на ООН американският посланик Адлай Стивънсън опитва да принуди съветския посланик Валериан Зорин да отговори на въпроса за съществуването на ядрени оръжия със знаменитата си реплика „Не чакайте превода!“. След отказа на Зорин, Стивънсън показва снимки, направени от американски разузнавателен самолет, които показват ракетни инсталации в Куба.
Хрушчов изпраща писма към Кенеди на 23/24 октомври твърдейки за възпиращата роля на ракетите в Куба и мирните намерения на Съветския съюз. Въпреки това, СССР предлага две различни спогодби на американското правителство. На 26 октомври те предлагат изтегляне на ракетите в замяна на гаранция за ненападение или инвазия на Куба. Втората спогодба е излъчена по радио Москва на 27 октомври и изисква премахването на ракетите в Турция в допълнение на условията от предишното споразумение. Кризата достига своя връх на 27 октомври, когато самолет U-2 (пилотиран от Рудолф Андерсън) е свален над Куба и пилотът загива, а друг самолет U-2 е почти прихванат в Русия, след като се изгубва край източните съветски граници в Сибир. На същата дата американски кораб разкрива присъствието на съветска подводница B-59 с торпедо с ядрена бойна глава в близост до блокадата и само по случайност не избухват военни действия. По същото време съветски търговски кораби приближават карантинната зона. Отговорът на Кенеди е публично да приеме първата спогодба и да изпрати Робърт Кенеди в съветското посолство тайно да приеме втората. Ракетите Юпитер ще бъдат премахнати от Турция след 6 месеца. Съветските кораби се връщат и на 28 октомври Хрушчов оповестява, че е наредил премахването на съветските ракети от Куба. Думите на държавния секретар на САЩ Дийн Ръск
| „ | Бяхме се втренчили очи в очи и другият току-що мигна. | “ |

са резултат от това решение. Доволен от оттеглянето на ракетите Кенеди нарежда край на карантината на Куба на 20 ноември.